# ثلج الربيع

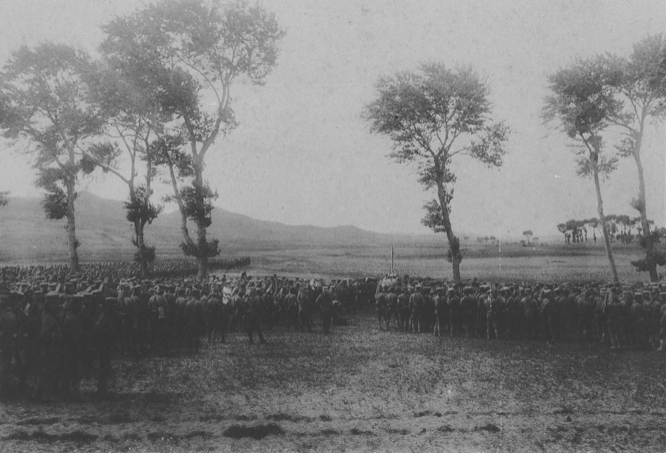
صورة الجنازة العسكرية في توكوري-جي التي تم وصفها في بداية ثلج الربيع.

ثلج الربيع (باليابانية: 春の雪، هارو نو يوكي) هي رواية من تأليف الياباني يوكيو ميشيما، وتُعدّ الجزء الأول من رباعية بحر الخصوبة. نُشرت الرواية بشكل مسلسَل في مجلة شينتشو بين عامي 1965 و1967، ثم صدرت في كتاب عام 1969. أجرى ميشيما أبحاثًا موسّعة أثناء إعداد الرواية، من ضمنها زيارة معبد إنشو-جي في نارا.

## القصة
تدور أحداث الرواية في أوائل عهد الإمبراطور تايشو (1912–1914)، وتتناول العلاقة بين كيوأكي ماتسوغاى، ابن عائلة ثرية صاعدة، وساتوكو آياكورا، ابنة عائلة أرستقراطية تعاني من التدهور. الراوي الرئيسي للأحداث هو شيغكوني هوندا، صديق كيوأكي في المدرسة، الذي يشهد تطور القصة عن كثب. تتناول الرواية صراعات المجتمع الياباني نتيجة التحديث والتغريب في مطلع القرن العشرين.
يمتد الحدث الرئيس من أكتوبر 1912 حتى مارس 1914، وتستعرض الرواية طفولة كيوأكي، وحياته في منزل العائلة الفخم قرب طوكيو، ونشأته في كنف تقاليد أرستقراطية، رغم أن ثروة العائلة حديثة نسبياً. كما تسلط الضوء على خلفيته الثقافية، وأحلامه، وصراعاته النفسية، وعلاقته المعقدة مع ساتوكو.

## الشخصيات

#### الشخصيات الرئيسية
- كيوأكي ماتسوغاى (1895–1914): بطل الرواية.
- ماركيز وماركيزة ماتسوغاى: والدا كيوأكي.
- الماركيزة السابقة: جدة كيوأكي.
- ساتوكو آياكورا (من مواليد 1893): حبيبة كيوأكي.
- الكونت والكونتيسة آياكورا: والدا ساتوكو.
- شيغكوني هوندا (1895–): صديق كيوأكي.
- شيغييوكي إينُوما: معلّم كيوأكي.
- مينيه: خادمة.
- تاديشينا: وصيفة ساتوكو.
- الأم الرئيسة لمعبد غيشّو: قريبة ساتوكو.
- الأمير هارونوبو توين: خطيب ساتوكو.
- الأميران التايلانديان كريدسادا وباتاناديد: زميلان في المدرسة.

#### الشخصيات الثانوية
تتضمّن الرواية ظهور شخصيات تاريخية مثل الإمبراطور ميجي، وأفراد من الطبقة الأرستقراطية، بالإضافة إلى طلاب ومدرسين وزوار القصر الإمبراطوري، والعديد من الشخصيات التي تعكس التفاوت الطبقي والانقسامات الثقافية في اليابان الحديثة.

## المواضيع
تركّز الرواية على موضوعات القدر، والحب المستحيل، والانحلال الأرستقراطي، والتنوير الروحي، ومفهوم التقمّص. كما تتشابك مع مرجعيات من البوذية، والفكر التقليدي، والأدب الكلاسيكي الياباني، من بينها نصوص شعرية ل‍هان شان، وأعمال يابانية مثل أوغورا هيّاكونين إيشّو، إضافة إلى إشارات إلى مؤلفات الفيلسوف جياتشومو ليوباردي، والنصوص البوذية مثل الثلاثين بيتًا والماهايانا الكبرى.

## التناصّ الأدبي
تتضمن الرواية إشارات مباشرة أو غير مباشرة إلى أعمال أدبية وفكرية من التراث الياباني والصيني والغربي، منها:
- أشعار هان شان (في غرفة كيوأكي).
- نصوص من أوغورا هيّاكونين إيشّو.
- مراجع إلى الجاتاكا البوذية.
- أفكار من نظرية البنية القومية والاشتراكية النقية لإيكي كيتا.
- إشارات إلى الأدب الكلاسيكي مثل The Eighteen Histories وأربعة تعليقات.
- مقتطفات من حلم كيوأكي تُحيل إلى مفاهيم التناسخ والقدر.

## التكييفات
تم تحويل الرواية إلى فيلم سينمائي ياباني عام 2005 من إخراج إيساو يوكيسادا. وفي نفس الفترة، أعلنت مجلة Shukan Josei النسائية عن بدء نشر نسخة مانغا من الرواية من إعداد رييوكو إيكيدا، مؤلفة مانغا ليدي أوسكار.
كما تُشير إحدى الأغاني في ألبوم The Next Day (2013) للمغني ديفيد بوي، بعنوان "Heat"، إلى مشهد الكلب الميت في بداية الرواية.

## الترجمة العربية
ثلج الربيع رواية ترجمها لللغة العربية كامل يوسف حسين وصادرة عن دار الاداب بيروت الطبعة الاولى 1990. 